# تریملی سنت مارتین
تریملی سنت مارتین (به انگلیسی: Trimley St Martin) یک روستا و محله مدنی در بریتانیا است که در Suffolk Coastal واقع شده‌است. تریملی سنت مارتین ۱٬۹۴۲ نفر جمعیت دارد.